# Ghost Ship
Ghost Ship (bra: Navio Fantasma; prt: Barco Fantasma) é um filme australo-estadunidense de 2002, dos gêneros suspense, aventura e terror, dirigido por Steve Beck.
O massacre na abertura fez o site Bloody Disgusting listar o filme na décima terceira posição em sua lista de "Top 13 mortes em filme de terror da História". O filme desde então ganhou um pouco de seguimento cult, com muitos elogiando a trilha sonora e a cena de flashback que descreve a forma da morte dos passageiros.
O filme faz referência ao caso real do Mary Celeste, um navio encontrado à deriva na direção do estreito de Gibraltar em 1872.

## Sinopse
Equipe de salvamento descobre, no Mar de Bering, um navio de passageiros perdido desde a década de 1960. Quando tentam rebocá-lo, uma série de acontecimentos bizarros tem início, e o grupo descobre que uma estranha criatura habita o navio fantasma.

## Elenco
- Karl Urban ... Munder
- Gabriel Byrne... Capitão Sean Murphy
- Julianna Margulies ... Maureen Epps
- Ron Eldard ... Dodge
- Desmond Harrington ... Jack Ferriman
- Isaiah Washington ... Greer
- Alex Dimitriades ... Santos
- Emily Browning ... Katie Harwood
- Francesca Rettondini ... Francesca

## Recepção
No agregador de críticas Rotten Tomatoes, que categoriza as opiniões apenas como positivas ou negativas, o filme tem um índice de aprovação de 16% calculado com base em 121 comentários dos críticos que é seguido do consenso: "Com uma trama tão complicada quanto o barco, Ghost Ship não consegue entregar sustos." Já no agregador Metacritic, com base em 25 opiniões de críticos que escrevem em maioria para a imprensa tradicional, o filme tem uma média aritmética ponderada de 28 entre 100, com a indicação de "revisões geralmente desfavoráveis". O público entrevistado pela CinemaScore deu ao filme uma nota média de "C+" em uma escala de A+ a F.

## Lançamento
Em 2010 o filme foi lançado em blu-ray no exterior tendo sido lançado no Brasil alguns dias depois com áudio, encarte e legenda em português.